# Étoile sportive du Sahel (football)
Pour les articles homonymes, voir ESS.
 (mars 2023).
Si vous disposez d'ouvrages ou d'articles de référence ou si vous connaissez des sites web de qualité traitant du thème abordé ici, merci de compléter l'article en donnant les références utiles à sa vérifiabilité et en les liant à la section « Notes et références ».
Maillots
Actualités
L'Étoile sportive du Sahel (arabe : النجم الرياضي الساحلي) ou ESS est un club de football tunisien fondé le 11 mai 1925. Il constitue une section du club omnisports de l'Étoile sportive du Sahel.
Évoluant en Ligue I, il est le club phare de la région du Sahel, installé à Sousse, troisième ville du pays. Le stade, la maison mère et les complexes sportifs sont situés dans le quartier nord. Ses couleurs sont le rouge et le blanc.

## Historique

### 1925-1931: l'apprentissage
En mars 1926, Ali Laârbi devient président de la section football affiliée à la Ligue de Tunisie de football (sous le numéro 4922).
Après une année de rodage où le club dispute des rencontres amicales, il s'engage en division de promotion d'honneur Centre qui correspond à la seconde division classée au-dessous de la division d'honneur Centre-Sud qui octroie le titre de champion régional. Celui-ci dispute la finale du championnat national contre le champion du Nord.
Sa formation est la suivante : Mohamed Bouraoui, Abdelkader Ben Amor, Abdelhamid Baddaï, Sadok Zmentar, Sadok Chalouat, Ali Guermachi, Mohamed Mtir, Benaïssa Hicheri, Béchir Dardour et Tahar Kenani.
Le club joue les premiers rôles et arrive à maturité en 1930-1931, où il remporte le championnat régional puis dispute des barrages victorieux contre les champions du Sud-Ouest (La Gafsienne) et du Sud (Club sportif gabésien). Il accède en division d'honneur pour ne plus connaître de rétrogradation en division inférieure.

### 1931-1939: une place de choix au Centre-Sud
Le 25 juin 1931, le club tient son assemblée générale assez tôt pour préparer la nouvelle saison. Le comité élu est composé de :
- Ali Laâdhari (président)
- Abderrahman Limam et Mustapha Ghachem (vice-président)
- Salah Baddaï (secrétaire général)
- Bouraoui Nabli (secrétaire adjoint)
- Mohamed Letaïef (trésorier)
- Hassine Kamoun (trésorier adjoint)
- Ahmed Mlayeh et Salem Ben Hmida (membres)

Abdelhamid Baddaï est désigné comme entraîneur. Avec l'apport des jeunes Habib Sayeh, Mustapha Ksia, Bouraoui Gnaba et Abdessalem Saâd qui s'intègrent rapidement, le club remporte le championnat du district en marquant 31 buts en quatorze matchs et en encaissant dix buts. Mais il échoue au niveau national face à l'Italia, champion du Nord (1-3 avec un but de Béchir Dardour et 2-4 avec des buts de Sadok Zmentar et Béchir Dardour), après avoir mené 2-0 à la mi-temps. Cette amère défaite marque le club qui ne renouvelle pas son exploit.
En 1934, il engage pour la première fois un entraîneur diplômé, le premier Tunisien à obtenir la licence de la Fédération française de football, Mohamed Boudhina, ancien entraîneur de l'Espérance sportive de Tunis  et ancien joueur du FC Metz et de l'AS Nancy-Lorraine. L'équipe s'améliore et parvient en demi-finale de la coupe de Tunisie de football en 1937 puis en finale en 1939.

### 1940-1946: les perturbations
Le déclenchement de la Seconde Guerre mondiale perturbe l'activité sportive : l'équipe dispute un critérium régional contre El Makarem de Mahdia et la Patriote de Sousse en 1941 et une finale perdue d'un critérium Centre-Sud contre le Club sportif gabésien en 1942. Cette période voit la confirmation de grands joueurs à l'instar de Rachid Sehili, Habib Mougou, Sadok Soussi, Abdallah Ghomrasni, Abdelhamid Blal et Aleya Douik, que l'arrêt des compétitions dans la région amène à rejoindre les rangs du Grombalia Sports. L'équipe reprend son activité en 1946 : elle remporte le critérium Centre-Sud mais échoue contre le Club athlétique bizertin en finale nationale et perd aussi la finale de la coupe de Tunisie contre l'autre club de Bizerte, la Patrie Football Club bizertin.

### 1947-1955: une position privilégiée au niveau national
À partir de 1946-1947, le championnat de Tunisie de football est organisé au niveau national. L'équipe qui n'a jamais quitté l'élite est classée en division nationale appelée alors « division d'excellence ». Elle y joue les premiers rôles avec un championnat remporté en 1950 et deux finales de la coupe de Tunisie perdues en 1946 et 1950 contre l'équipe dominante de l'époque, le Club sportif de Hammam Lif. Elle atteint également les quarts de finale de la coupe d'Afrique du Nord en 1950 en éliminant le Racing Club de Casablanca, le doyen des clubs marocains encore en activité.
Voici un tableau récapitulatif de la période :
| Saison  | Classement au championnat | Meilleurs buteurs                                 | Résultat en coupe                          |
| ------- | ------------------------- | ------------------------------------------------- | ------------------------------------------ |
| 1946-47 | 4e                        | Habib Mougou (13)                                 | Défaite en 1/8e de finale contre l'US Béja |
| 1947-48 | 4e                        | Habib Mougou (11)                                 | Défaite en 1/2 contre le PFC Bizerte       |
| 1948-49 | 2e                        | Habib Mougou (10)                                 | Défaite en 1/4 contre le CS Hammam Lif     |
| 1949-50 | Champion                  | Habib Mougou (20, meilleur buteur du championnat) | Finale perdue contre le CS Hammam Lif      |
| 1950-51 | 6e                        | Béchir Jerbi (9)                                  | Défaite en 1/4 contre le CS Hammam Lif     |
| 1951-52 | Championnat interrompu    | Habib Mougou (8)                                  | Défaite en 1/4 contre l'ES Tunis           |
| 1953-54 | 4e                        | Habib Mougou (11)                                 | Finale perdue contre le CS Hammam Lif      |
| 1954-55 | 4e                        | Habib Mougou (12)                                 | Défaite en 1/4 contre le CS Hammam Lif     |

### 1956-1961: grandeur et dissolution
Après l'indépendance du pays, le club s'impose comme l'une des meilleures équipes, oscillant souvent entre la première et la troisième place. Il dispute quatre finales successives de la coupe de Tunisie mais n'en remporte qu'une seule, et gagne le championnat en 1958.
Sa rivalité avec l'Espérance sportive de Tunis déchaîne les passions et des débordements ont lieu à l'issue d'un match perdu en quarts de finale de la coupe en 1961, contre le rival de toujours (0-2). Les autorités nationales décident alors de dissoudre le club ; la direction de la jeunesse et des sports publie un communiqué qui indique que le président de la République a reçu le 20 mars à 17 heures, à son domicile de Monastir, le comité directeur pour faire part à ses membres de son profond mécontentement : « Vu que les incidents qui s'étaient produits à l'occasion du match en question sont susceptibles de nourrir l'animosité et la haine dans les cœurs des jeunes et de semer parmi eux la discorde [...] Vu que ces incidents ont atteint une gravité telle que la sécurité des citoyens risque de se trouver en danger, vu que les dirigeants de l'association en question n'ont pas été à la hauteur de leur devoir et afin d'amener tous les responsables du football en Tunisie à méditer sur cet exemple, monsieur le Président de la République a décidé — en plus des poursuites judiciaires en cours — de dissoudre l'association de l'Étoile sportive du Sahel et de suspendre ses dirigeants et ses joueurs ».
| Saison  | Classement au championnat | Meilleurs buteurs                                         | Résultat en coupe                                                     |
| ------- | ------------------------- | --------------------------------------------------------- | --------------------------------------------------------------------- |
| 1955-56 | 2e                        | Habib Mougou (25 buts, meilleur buteur du championnat)    | Défaite en 1/4 de finale contre le Club africain (0-3)                |
| 1956-57 | 3e                        | Habib Mougou (16)                                         | Défaite en finale contre l'ES Tunis (1-2)                             |
| 1957-58 | Champion                  | Habib Mougou (28 buts, co-meilleur buteur du championnat) | Défaite en finale contre le Stade tunisien (0-2)                      |
| 1958-59 | 2e                        | Habib Mougou (14),                                        | Coupe remportée à l'issue de deux matchs contre l'ES Tunis (2-2, 3-2) |
| 1959-60 | 7e                        | Habib Mougou (5)                                          | Défaite en finale contre le Stade tunisien (0-2)                      |
| 1960-61 | Équipe dissoute           | Habib Mougou (9)                                          | Défaite en 1/4 contre l'ES Tunis (0-2)                                |

### 1962-1977: l'art et la manière
De retour, après une année de dissolution, c'est une période faste au cours de laquelle le club remporte de nombreux titres au niveau national et maghrébin. Il adopte un style alliant le jeu d'attaque et la technique à l'efficacité. Deux figures symbolisent cette période : le président Hamed Karoui (1961-1981) et Abdelmajid Chetali, joueur jusqu'en 1970 puis entraîneur (1971-1978). Le bilan est flatteur :
- trois titres de championnat de Tunisie ;
- trois titres de coupe de Tunisie ;
- une coupe Hédi Chaker ;
- une Supercoupe de Tunisie de football ;
- une coupe du Maghreb des clubs champions ;
- une coupe du Maghreb des vainqueurs de coupe ;
- cinq titres de meilleur buteur (Raouf Ben Aziza deux fois, Abdesselam Adhouma deux fois et Othman Jenayah) ;
- sept fois meilleure attaque dont cinq fois de manière continue, de 1970 à 1974.

| Saison  | Classement au championnat | Meilleurs buteurs                                            | Résultat en coupe                                             |
| ------- | ------------------------- | ------------------------------------------------------------ | ------------------------------------------------------------- |
| 1962-63 | Champion                  | Raouf Ben Amor (8)                                           | Coupe remportée contre le Club africain (0-0, 2-1)            |
| 1963-64 | 6e                        | Raouf Ben Amor (10)                                          | Défaite en 1/4 de finale contre le Stade tunisien (0-2)       |
| 1964-65 | 3e                        | Raouf Ben Amor (12)                                          | Défaite en 1/16e de finale contre l'AS La Marsa (0-0, 0-1)    |
| 1965-66 | Champion                  | Habib Akid et Salem Kedadi (17)                              | Défaite en 1/4 de finale de finale contre l'AS La Marsa (1-2) |
| 1966-67 | 2e                        | Salem Kedadi (7)                                             | Défaite en finale contre le Club africain (0-2)               |
| 1967-68 | 4e                        | Othman Jenayah et Raouf Ben Amor (5)                         | Défaite en 1/16e de finale contre le Club africain (0-1)      |
| 1968-69 | 5e                        | Mohamed Zouaoui et Rachid Zlassi (4)                         | Défaite en 1/16e de finale contre le SS Sfax (0-1)            |
| 1969-70 | 3e                        | Othman Jenayah (15 buts, meilleur buteur du championnat)     | Défaite en 1/16e de finale contre l'AS La Marsa (2-3)         |
| 1970-71 | 4e                        | Abdesselam Adhouma (17 buts, meilleur buteur du championnat) | Défaite en 1/2 finale contre l'ES Tunis (0-0, 1-1)            |
| 1971-72 | Champion                  | Abdesselam Adhouma (9)                                       | Défaite en 1/4 de finale contre le Club africain (1-1, 0-1)   |
| 1972-73 | 2e                        | Abdesselam Adhouma et Slah Karoui (8)                        | Défaite en 1/4 de finale contre le Stade tunisien (0-1)       |
| 1973-74 | 3e                        | Abdesselam Adhouma (16 buts, meilleur buteur du championnat) | Coupe remportée contre le Club africain (1-0)                 |
| 1974-75 | 3e                        | Raouf Ben Aziza et Hamed Kammoun (7)                         | Coupe remportée contre El Makarem de Mahdia (1-1, 3-0)        |
| 1975-76 | 2e                        | Raouf Ben Aziza (20 buts, meilleur buteur du championnat)    | Défaite en 1/2 finale contre le Club africain (0-1)           |
| 1976-77 | 4e                        | Raouf Ben Aziza (14)                                         | Défaite en 1/8e contre le Club africain (1-3)                 |
| 1977-78 | 3e                        | Raouf Ben Aziza (20 buts, meilleur buteur du championnat)    | Non disputée                                                  |

### Années 2000
Le club sahélien est le premier club tunisien à remporter la Ligue des champions de la CAF dans sa nouvelle édition, le 9 novembre 2007, après deux finales perdues contre Al Ahly SC en 2005 et Enyimba FC en 2004. Après avoir battu Al Ahly lors de la finale au Caire, l'ESS participe à la coupe du monde de football des clubs organisée au Japon. Pour son premier match, l'équipe affronte le Club de Fútbol Pachuca, champion du Mexique, qui n'est autre que le vainqueur de la Ligue des champions de la CONCACAF : le match se solde par la victoire de l'ESS dans les dernières minutes de la rencontre, grâce à une frappe des 28 mètres de Moussa Nary, exploitant une action à trois passes et une ouverture de Mury Ogunbiyi à la 85e. Cette victoire lui permet d'accéder en demi-finale face au Club Atlético Boca Juniors, qui s'impose finalement sur un score de 1 à 0, match marqué par un but à la 37e minute et l'expulsion de Fabián Vargas à la 65e ; l'ESS s'était créé deux occasions avec Amine Chermiti et Gilson Silva aux 44e et 89e minutes. Par la suite, les étoilés terminent en quatrième place et l'ESS est élu meilleur club africain par la Confédération africaine de football.
L'Étoile sportive du Sahel a enregistré une première dans le football tunisien en lançant, sur un support DVD, un documentaire réalisé par Mokhtar Laâjimi sur sa longue histoire de plus de huit décennies intitulé : L'Étoile, un champion d'Afrique.
L'Étoile sportive du Sahel est le meilleur club africain de l'année 2015 selon le classement de l'IFFHS. À ce titre, il apparaît comme le 36e meilleur club du monde, devançant de très loin ses premiers poursuivants africains, le Zamalek SC et l'USM Alger pointant respectivement à la 86e et à la 90e position.
En 2017, elle finit deuxième du championnat en perdant la finale face à l'Espérance sportive de Tunis (3-0). Le 26 novembre, à la suite d'actes de violence lors d'un match contre l'Espérance sportive de Tunis, le président du club, Ridha Charfeddine, annonce son retrait.

## Palmarès
| Compétitions nationales (26) | Régional (3) | Compétitions internationales (9) |
| --- | --- | --- |
| Compétitions actuelles - Championnat de Tunisie (11) - Champion : 1950, 1958, 1963, 1966, 1972, 1986, 1987, 1997, 2007, 2016, 2023 - Vice-champion : 1956, 1957, 1959, 1967, 1973, 1976, 1994, 2000, 2001, 2002, 2003, 2004, 2005, 2006, 2008, 2011, 2015, 2017, 2019, 2021 - Coupe de Tunisie (10) - Vainqueur : 1959, 1963, 1974, 1975, 1981, 1983, 1996, 2012, 2014, 2015 - Finaliste : 1939, 1946, 1950, 1954, 1957, 1958, 1960, 1967, 1991, 1994, 2001, 2008, 2011, 2018, 2019 - Supercoupe de Tunisie (3) - Vainqueur : 1973, 1986, 1987 - Finaliste : 1966, 2023 Anciennes compétitions - Coupe de la Ligue (1) - Vainqueur : 2005 - Coupe Hédi Chaker (1) - Vainqueur : 1965 | - Coupe du Maghreb des clubs champions (1) - Vainqueur : 1973 - Coupe du Maghreb des vainqueurs de coupe (1) - Vainqueur : 1975 - Coupe arabe des clubs champions (1) - Vainqueur : 2019 - Coupe arabe des vainqueurs de coupe (0) - Finaliste : 1995 | Compétitions actuelles - Ligue des champions de la CAF (1) - Vainqueur : 2007 - Finaliste : 2004, 2005 - Coupe de la confédération (2) - Vainqueur : 2006, 2015 - Finaliste : 2008 - Supercoupe de la CAF (2) - Vainqueur : 1998, 2008 - Finaliste : 2004, 2007, 2016 Anciennes compétitions - Coupe de la CAF (2) - Vainqueur : 1995, 1999 - Finaliste : 1996, 2001 - Coupe d'Afrique des vainqueurs de coupe (2) - Vainqueur : 1997, 2003 |

## Direction

### Présidents
Depuis sa création, Hamed Karoui reste celui qui a été le plus longtemps président du club (vingt ans de 1961 à 1981). En juillet 2007, l'ancien joueur du club, Othman Jenayah, est nommé président d'honneur.
| 1  |  | Chedly Boujemla  | 1925-1926 | 13 |  | Hamed Karoui        | 1961-1981 | 25 |  | Zoubaier Baya | 2024- |
| 2  |  | Ali Laârbi       | 1926-1927 | 14 |  | Abdeljelil Bouraoui | 1981-1984 |    |  |               |       |
| 3  |  | Younès Bouraoui  | 1927-1929 | 15 |  | Hamadi Mestiri      | 1984-1988 |    |  |               |       |
| 4  |  | Ali Laâdhari     | 1929-1932 | 16 |  | Abdeljelil Bouraoui | 1988-1990 |    |  |               |       |
| 5  |  | Mohammed Maârouf | 1932-1935 | 17 |  | Hamadi Mestiri      | 1990-1993 |    |  |               |       |
| 6  |  | Hamed Akacha     | 1935-1944 | 18 |  | Othman Jenayah      | 1993-2006 |    |  |               |       |
| 7  |  | Mohamed Ghachem  | 1944-1953 | 19 |  | Moez Driss          | 2006-2009 |    |  |               |       |
| 8  |  | Sadok Mellouli   | 1953-1954 | 20 |  | Hamed Kammoun       | 2009-2011 |    |  |               |       |
| 9  |  | Abdelhamid Sakka | 1954-1956 | 21 |  | Hafedh Hmaied       | 2011-2012 |    |  |               |       |
| 10 |  | Ali Driss        | 1956-1959 | 22 |  | Ridha Charfeddine   | 2012-2021 |    |  |               |       |
| 11 |  | Mohamed Atoui    | 1959-1960 | 23 |  | Maher Karoui        | 2021-2022 |    |  |               |       |
| 12 |  | Ali Driss        | 1960-1961 | 24 |  | Othman Jenayah      | 2022-2024 |    |  |               |       |

### Staff administratif, technique et médical
- Zoubaier Baya (président)
- Foued Kacem (vice-président)
- Montassar Ammar (président de la section football)
- Lassaad Dridi (entraîneur)
- Mohamed Ali Nafkha (entraîneur adjoint)
- Walid Ben Thabet (entraîneur adjoint)
- Socrate Barkati (préparateur physique)
- Hamdi Bayoudh (entraîneur des gardiens)
- Wael Guezguez (directeur technique)
- Mohamed Ali Baccouche (analyste vidéo)
- Faycel Khachnaoui (médecin)
- Zied Chelly (kinésithérapeute)
- Bayrem Ben Mansour (kinésithérapeute)
- Raouf Mathlouthi (kinésithérapeute)

## Effectif

### Effectif professionnel (2025-2026)
Le tableau ci-dessous dresse la liste des joueurs de l'Étoile sportive du Sahel pour la saison 2025-2026.

### Honneurs individuels

#### Meilleurs buteurs du championnat
| Nom                | Saison    | Nationalité      | Buts |
| ------------------ | --------- | ---------------- | ---- |
| Habib Mougou       | 1955-1956 | Tunisie          | 25   |
| Habib Mougou       | 1957-1958 | Tunisie          | 28   |
| Othman Jenayah     | 1969-1970 | Tunisie          | 15   |
| Abdesselam Adhouma | 1970-1971 | Tunisie          | 17   |
| Abdesselam Adhouma | 1973-1974 | Tunisie          | 16   |
| Raouf Ben Aziza    | 1975-1976 | Tunisie          | 20   |
| Raouf Ben Aziza    | 1977-1978 | Tunisie          | 22   |
| Francileudo Santos | 1998-1999 | Brésil / Tunisie | 14   |
| Ahmed Akaichi      | 2010-2011 | Tunisie          | 14   |
| Baghdad Bounedjah  | 2013-2014 | Algérie          | 14   |
| Aymen Sfaxi        | 2020-2021 | Tunisie          | 9    |
| Firas Chaouat      | 2024-2025 | Tunisie          | 17   |

#### Meilleur buteur de la Ligue des champions de la CAF
| Nom         | Saison    | Nationalité | Buts |
| ----------- | --------- | ----------- | ---- |
| Karim Aribi | 2019-2020 | Algérie     | 11   |

#### Meilleur buteur de la coupe de la confédération
| Nom               | Saison | Nationalité | Buts |
| ----------------- | ------ | ----------- | ---- |
| Baghdad Bounedjah | 2015   | Algérie     | 6    |

#### Meilleur joueur tunisien
| Année | Nom               | Nationalité |
| ----- | ----------------- | ----------- |
| 1970  | Othman Jenayah    | Tunisie     |
| 1978  | Raouf Ben Aziza   | Tunisie     |
| 1986  | Kamel Azzabi      | Tunisie     |
| 1995  | Zoubaier Baya     | Tunisie     |
| 1996  | Zoubaier Baya     | Tunisie     |
| 2006  | Yassine Chikhaoui | Tunisie     |
| 2007  | Amine Chermiti    | Tunisie     |
| 2019  | Wajdi Kechrida    | Tunisie     |

#### Meilleur joueur africain interclub de l'année
En 2007, lors d'une cérémonie organisée par la Confédération africaine de football, l'attaquant Amine Chermiti obtient le titre et le trophée du meilleur joueur des compétitions interclubs de la Ligue des champions de la CAF 2007 et de la coupe de la confédération 2006.

#### Ballon d'or arabe
- Kaïs Ghodhbane : 1999

## Identité

### Couleurs et logos
L'Étoile sportive du Sahel a opté dès son origine pour les couleurs rouge et blanche du drapeau de la Tunisie. À domicile, le joueur porte un maillot rouge avec une étoile blanche à cinq branches, un short blanc et des bas rouges.

### Écusson

Logo ancien.
Logo ancien.
Logo actuel.
Logo du centenaire.

### Hymne
À l'occasion de son centenaire, le club dévoile un nouvel hymne officiel interprété par Mortadha Ftiti. Le 10 mai 2025, soit la veille du 100e anniversaire, l'hymne est présenté au public, marquant ainsi un moment inédit dans le paysage du football tunisien.

## Infrastructures

### Stade olympique de Sousse
Le stade principal de l'Étoile sportive du Sahel est le stade olympique de Sousse, inauguré en septembre 1973, avec une capacité originelle de 10 000 places. Agrandi successivement pour atteindre 25 000 places, un projet vise à lui faire atteindre les 40 000 places pour un budget de 11 millions de dinars. Des travaux lancés en 2019 doivent permettre l'agrandissement de l'enceinte et sa modernisation, avec une capacité portée de 23 000 à 40 000 places ; leur achèvement est prévu en 2022.

### Centre d'entraînement et de formation
Prenant pour exemple les clubs européens, et dans un souci de professionnalisme, l'Étoile sportive du Sahel dispose d'un centre d'entraînement et de formation de joueurs situé à Sousse. Celui-ci est composé de six terrains de football dont deux synthétiques, d'un restaurant, d'une salle de musculation, d'un hôtel 3 étoiles appelé « Star's Sport Résidence » et d'un centre de thalassothérapie.
Le centre a permis au club d'exporter des talents vers l'Europe, à l'instar d'Amine Chermiti (transféré au Hertha BSC en 2008), Yassine Chikhaoui (transféré au FC Zurich en 2006), Chaker Zouaghi, Mohamed Ali Nafkha, Ammar Jemal, Karim Haggui, Aymen Abdennour, Zoubaier Baya, Hamdi Nagguez, Alaya Brigui, Mohamed Amine Ben Amor et plusieurs autres joueurs, et lui a surtout permis d'être constamment compétitif pour remporter des titres locaux ou continentaux.

## Groupes de supporters

Bouha, la mascotte officielle du club.

Plusieurs groupes s'occupent des spectacles précédant les matchs ou le début de la deuxième période, appelés communément dakhla. Brigade Rouge, créée en 2001, est un groupe de supporters appartenant au mouvement barra brava[réf. nécessaire] ; deux sources de financement permettent au club de survivre : les ventes de produits dérivés (t-shirts, casquettes, pulls, écharpes, albums, etc.) et les donations de supporters.
| Nom           | Abréviation | Date de création | Mentalité   |
| ------------- | ----------- | ---------------- | ----------- |
| Brigade Rouge | BR.01       | 2001             | Barra brava |
| Fanatics      | F.03        | 2003             | Ultras      |
| Saheliano     | S.07        | 2007             | Ultras      |
| Hools Squad   | HS.09       | 2009             | Ultras      |
| Red Fans      | RF.09       | 2009             | Barra brava |
| No Fear       | NF.10       | 2010             | Ultras      |

## Sponsors et équipementiers
Voici la liste des sponsors de l'Étoile sportive du Sahel :
| Période   | Équipementier            | Sponsor          |
| --------- | ------------------------ | ---------------- |
| 2009-2011 | Diadora[réf. nécessaire] | Orange Tunisie   |
| 2012-2014 | Macron                   | Ooredoo          |
| 2014-2017 | Macron                   | Ooredoo          |
| 2017-2018 | Adidas[réf. nécessaire]  | Ooredoo          |
| 2018-2019 | Macron[réf. nécessaire]  | SsangYong        |
| 2022-2023 | Umbro                    | Tunisie Télécom  |
| 2023-2024 | Umbro                    | Emirates Ooredoo |
| 2024-     | Umbro                    | Warda            |
| 2025-     | Umbro                    | Tunisie Télécom  |

À partir de 2010, le club utilise pour trois saisons le logo d'Orange Tunisie afin de promouvoir son site web. Ensuite, en 2013, un accord est conclu avec Ooredoo.